# The Cold Embrace of Fear
The Cold Embrace Of Fear - A Dark Romantic Symphony (El frío abrazo del miedo - Una oscura sinfonía romántica) es el tercer EP de la banda italiana Rhapsody of Fire. Este disco ha sido calificado como un monumento épico. Está compuesto por una sola canción de 35 minutos dividida en 7 actos y con él pretendian mostrar el lado más cinematográfico y orquestal de la banda.
El guitarrista Luca Turilli explica:

"Después del largo viaje a las tierras del norte helado de hielo, en las fronteras del mundo conocido, al tiempo que se enfrentan a obstaculos naturales y a demonios se extienden por el interior de su consciencia, los cinco personajes principales llegan a la antigua fortaleza gótica de Har-Kuun, un verdadero monumento del mal; atrapados entre el hielo y la nieve, encontraron finalmente el lugar místico de Erian. 
"El abrazo frío del miedo" habla sobre la entrada de los Bravehearts en el mundo ancestral de Har-Kuun y la búsqueda dramática para el libro sagrado de los ángeles, la única forma posible de entender algo más sobre el oscuro secreto que amenaza al mundo entero conocido. También en este caso me gustó especialmente para crear "puentes" que conecta el nuevo capítulo de la saga a través de nuestro moderno vida sobre la base del simbolismo, la sabiduría antigua y la evolución espiritual. Para alguien que sepa algo acerca de la psicología moderna y el estudio de los diferentes "yo", las geometrías ocultas y laberintos gótica de Har-Kuun se revelarán con toda claridad."

Una vez más, Christopher Lee fue elegido por las partes habladas como narrador principal.

"No podíamos imaginar publicar algo como esto sin su participación fundamental. Sir Lee es un miembro de la familia de Rhapsody Of Fire desde hace mucho tiempo y lo amamos no sólo como actor sino también como el hombre que es. Debido a su gran personalidad y majestusidad se puede decir que tiene, sin duda, el aura de un rey de los tiempos antiguos".

Todas las canciones fueron compuestas por Luca Turilli y Alex Staropoli, excepto el Acto V y el Acto VI que también tuvo participación Fabio Lione.

## Listado de canciones
| N.º | Título                                                                         | Duración |  |
| 1.  | «Acto I – The Pass Of Nair-Kaan» (El Paso De Nair-Kaan)                        | 2:01     |  |
| 2.  | «Acto II – Dark Mystic Vision» (Oscura Visión Mística)                         | 1:41     |  |
| 3.  | «Acto III – The Ancient Fires Of Har-Kuun» (Los Fuegos Antiguos De Har-Kuun)   | 14:56    |  |
| 4.  | «Acto IV – The Betrayal» (La Traición)                                         | 3:58     |  |
| 5.  | «Acto V – Neve Rosso Sangue» (Nieve Roja Sangre)                               | 4:41     |  |
| 6.  | «Acto VI – Erian’s Lost Secrets» (Los Secretos Perdidos De Erian)              | 4:48     |  |
| 7.  | «Acto VII – The Angels’ Dark Revelation» (La Revelación Oscura de los Ángeles) | 3:59     |  |

## Formación
- Fabio Lione - Vocalista
- Luca Turilli - Guitarra
- Dominique Leurquin - Guitarra
- Patrice Guers - Bajo
- Alex Staropoli - Teclado
- Alex Holzwarth - Batería